# Eberhardt Renz
Eberhardt Renz (* 1. Mai 1935 in Neenstetten bei Ulm) ist evangelischer Pfarrer, Referent und Autor. Von 1994 bis 2001 war er Landesbischof der Evangelischen Landeskirche in Württemberg.

## Leben und Wirken
Eberhardt Renz wuchs in einem evangelischen Milieu auf, sein Großvater und Onkel waren protestantische Missionare, sein Vater Hermann Renz engagierte sich als Pfarrer nach 1933 in der Bekennenden Kirche. Er verbrachte seine Schulzeit in Neenstetten, Langenau und Ulm. Weitere schulische Stationen waren die Evangelischen Seminare in Schöntal und Bad Urach. Er studierte von 1957 bis 1961 Evangelische Theologie in Tübingen, Wien und Zürich. 1957 wurde er Mitglied der Studentenverbindung Luginsland Tübingen. Nach dem Studium war er Vikar in Rottenburg und in Korntal.
Dank eines Stipendiums des Lutherischen Weltbundes konnte er zwei Jahre lang seine Studien im indischen Madras fortsetzen.  Nach seiner Rückkehr im Jahre 1964 war er Vikar in Ulm, Göppingen und Stuttgart und wurde 1966 Stipendienreferent des Lutherischen Weltbundes in Stuttgart.
Es folgten drei Jahre (1968 bis 1971) als Lehrbeauftragter am Theologischen College der presbyterianischen Kirche in Kamerun. Nach seiner Rückkehr wurde Renz Prälaturpfarrer für den Dienst für Mission und Ökumene in der Prälatur Reutlingen der Evangelischen Landeskirche in Württemberg. Diesen Posten hatte er inne, bis er 1976 Afrika-Referent der Basler Mission in Basel wurde. Er kehrte 1988 nach Württemberg zurück und wurde Erster Pfarrer an der Johanneskirche in Esslingen am Neckar. 1993 wurde er Referent (Kirchenrat) für Mission und Ökumene im württembergischen Oberkirchenrat.

Am 3. März 1994 wurde er überraschend von der Landessynode zum Landesbischof gewählt. Dieses Amt trat er am 18. April des gleichen Jahres an. 1996 verfasste er das Geleitwort für das 1711 Seiten umfassende neu eingeführte Evangelische Gesangbuch. Höhepunkte während seines Wirkens waren die Einladungen zum ökumenischen Treffen Vom Zweifel zu ungetrübter Gemeinschaft 1996–1997, die 70.000 Teilnehmern annahmen, und der Kirchentag Ihr seid das Salz der Erde 1999 mit 98.000 Dauerteilnehmern in Stuttgart.

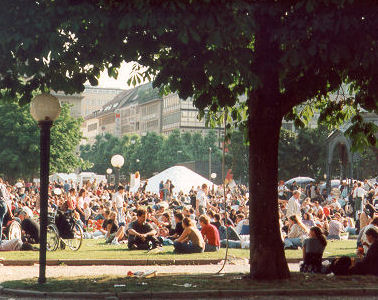
Kirchentag 1999 Stuttgart mit Salzberg:
„Ihr seid das Salz der Erde.“
Ὕμεῖς ἐστε τὸ ἅλας τῆς γῆς·

 Seinen Rücktritt vom Amt des Landesbischofs kündigte er ein Jahr vorher für das Frühjahr 2001 an.
Über sein Wirken in Württemberg hinaus ist Renz seit 1993 Mitglied des Verwaltungsrates des Deutschen Institutes für Ärztliche Mission (DIfÄM). 1994 wurde er Mitglied des Zentralausschusses des Ökumenischen Rates der Kirchen (ÖRK) und wurde 1998 einer von dessen Präsidenten.

## Familie und Privates
Eberhardt Renz ist verheiratet mit der Lehrerin Annemei Renz, geborene Eckle. Das Ehepaar hat zwei Söhne und mehrere Enkelkinder.

## Schriften
- Wegmarken, Evangelisches Medienhaus, Stuttgart 2001
- Das Ganze dieser Welt im Auge behalten, Gesangbuchverlag, Stuttgart 2000
- Nicht ohne – Junge Menschen und Kirche, Evangelisches Medienhaus, Stuttgart 1999
- Das Fremde soll nicht mehr fremd sein, Imatel-Mediengesellschaft, Stuttgart 1998
- ... ein glühender Backofen voller Liebe ..., Imatel-Mediengesellschaft, Stuttgart 1997
- Unerschrocken, fröhlich, selbstbewusst, Imatel-Mediengesellschaft, Stuttgart 1996
- Vom Reichtum der Kirche, Imatel-Pressehaus, Stuttgart 1995